# Adovezo
Adovezo es un despoblado español del municipio soriano de Almarza, en la comunidad autónoma de Castilla y León.

## Historia
El despoblado pertenece al término municipal de Almarza. A mediados del siglo XIX, formaba parte del entonces municipio de Gallinero; ya estaba despoblado entonces, y así aparece descrito en el primer volumen del Diccionario geográfico-estadístico-histórico de España y sus posesiones de Ultramar de Pascual Madoz:

ADOBEZO: desp. de la prov. y part. jud. de Soria, term. jurisd. de Gallinero (V.).
(Madoz, 1845, p. 84)